# Glacière de Pradelles-Cabardès
Les glacières de Pradelles-Cabardès sont d'anciennes glacières constituées de fosses semi-enterrées construites au XIXe siècle. Elles servaient à la fabrication et au stockage de pains de glace en vue de leur commercialisation. 

## Historique
Le village de Pradelles-Cabardès situé à 830 m d’altitude au pied du Pic de Nore sut profiter de ses caractéristiques climatiques pour développer au milieu du XIXe siècle une petite industrie basée sur la fabrication de glace pour laquelle la demande était de plus en plus importante dans les régions de plaines environnantes. 
La première glacière privée à vocation professionnelle et commerciale fut construite et exploitée par Pierre Piquemol en 1849. Son fils en construisit 5 autres en 1859. Progressivement cette activité se développa dans la commune et devint un commerce  florissant. Les pains de glace, chargés sur des charrettes tirées par des chevaux, étaient livrés dans la plaine. Les glaciers desservaient au sud le pays carcassonnais et le pays narbonnais et au nord la région de Mazamet et de Castres. Plus tard, avec le développement du chemin de fer, la glace de Pradelles était livrée dans diverses grandes villes du sud : Toulouse, Bordeaux, Perpignan.
Mais dès le début du XXe siècle avec l’apparition de la glace artificielle, le commerce déclina. La guerre de 14/18 qui réquisitionna hommes et chevaux porta un coup fatal à cette activité. Après l’armistice, seules 2 glacières poursuivirent leur activité, celle de Jean Pech qui ferma en 1925 et celle de Jules Assémat qui resta en fonction jusqu’en 1927.
Les glacières de Pradelles sont inscrites au titre des monuments historiques en 1986.

## Description

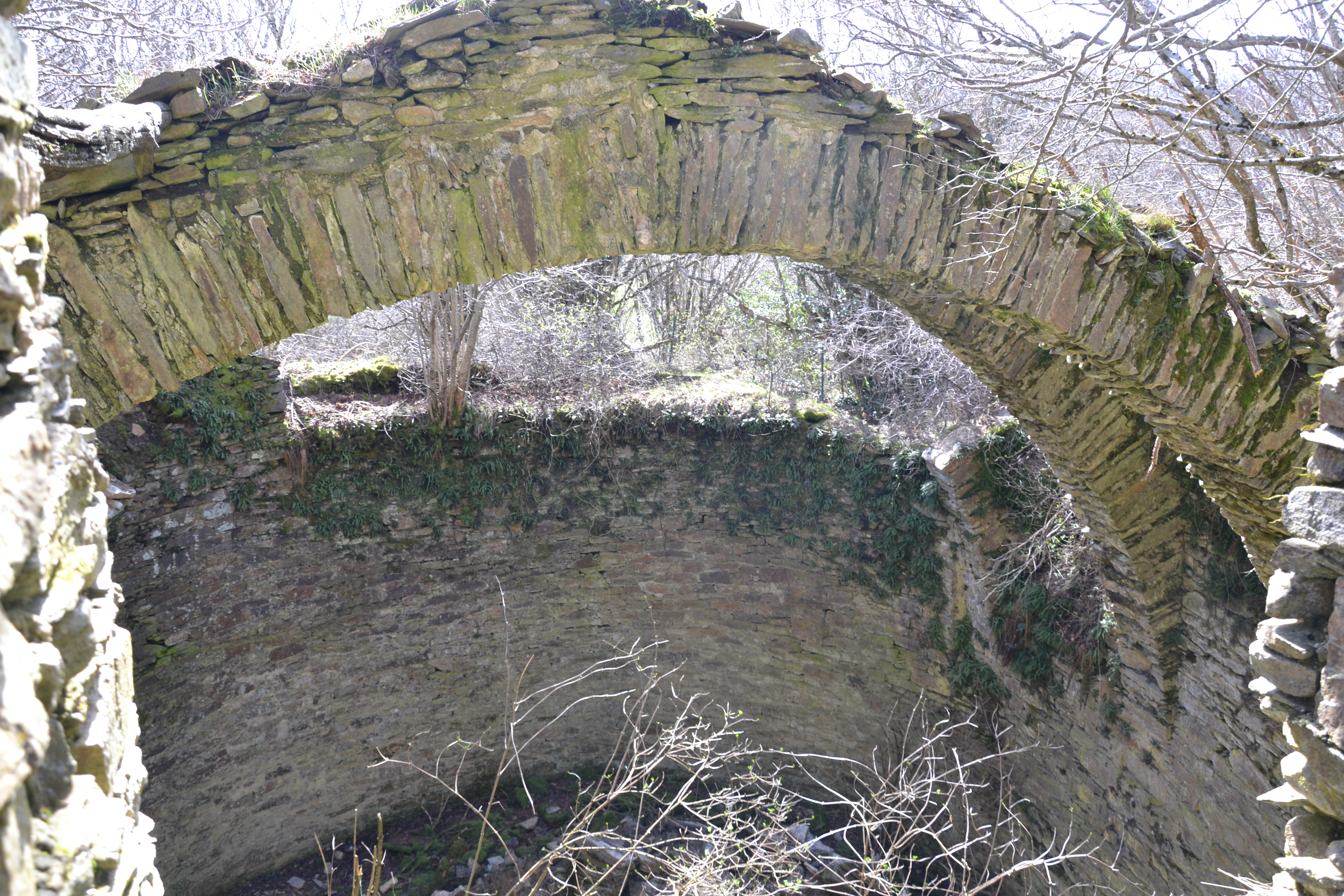
Arcades et paroi interne d'une glacière

Une  glacière est constituée d’une grande fosse cylindrique d’un diamètre de 8 à 10 m et d’une profondeur équivalente. Le remblai de déblaiement est placé aux abords de la fosse afin d’améliorer son isolement. Un mur de pierre bâti contre les parois habille le puits ; il s’élève au-dessus du sol de 2 à 3 m. Le  toit à 2 pans en ardoises est supporté par des arcades en pierre et une charpente en bois. L’édifice comprend aussi 2 portes au niveau du sol : une pour le remplissage de la neige et l’autre pour l’évacuation de la glace. Un petit canal d’écoulement est situé au fond de la glacière pour évacuer l’eau issue de la fonte de la glace.

## Fonctionnement
La neige issue des congères était déversée dans la glacière, puis tassée pour chasser l’air et la rendre la plus compacte possible. On utilisait pour cela un outil spécifique fait d’un disque en bois de frêne placé au bout d’un manche. Le remplissage se faisait en plusieurs fois en fonction des chutes de neige en cours d’hiver. Une fois la glacière pleine, on recouvrait la masse de neige de feuilles de hêtres réputées imputrescibles sur une hauteur de l’ordre d’un mètre afin d’assurer une isolation maximale.
L’été venu, la glacière était ouverte, le tapis de feuilles enlevé, et la neige-glace placée dans des moules cylindriques où elle était encore tassée pour donner des pains de glace qui pesaient 50 kg. Une fois démoulés les pains étaient placés sur une pièce de tissu en toile de jute appelé « bourra » préalablement tapissé de feuilles de hêtres qui était ensuite cousu aux 4 coins pour le rendre hermétique. Les paquets étaient stockés dans la glacière en attendant la livraison. 
La livraison constituait la dernière étape de cette filière économique. Les caravanes de charrettes partaient de nuit chaque semaine sur « la route de la glace » pour alimenter les glacières de la plaine (en particulier certains  villages du narbonnais comme Vinassan, Fleury, Ouveillan, Cuxac d’Aude avaient leur propre glacière) ou directement les principaux clients, notamment les commerçants de denrées périssables et les cafetiers.

## Localisation
Les glacières sont situées à proximité du village de Pradelles-Cabardès, dans le département français de l'Aude. Un circuit de randonnée balisé partant du lac situé à la périphérie du village permet de visiter plusieurs de ces glacières.